# Piwo smakowe (aromatyzowane)
Piwo smakowe (aromatyzowane) – piwo, do którego dodane zostały dodatkowe składniki w celu wzbogacenia smaku finalnego produktu. Dodatek substancji smakowych może mieć miejsce na etapie wytwarzania brzeczki podstawowej (np. owoce wiśni) lub już po zakończeniu fermentacji alkoholowej, zwykle przed filtracją.
Przykładami piw aromatyzowanych na rynku polskim są: Freeq, Reed’s.
Piwo aromatyzowane należy odróżnić od mieszanin piwa i napoju bezalkoholowego (np. lemoniady – Shandy, Radler)
Od końca XX w. obserwuje się w Polsce intensywny wzrost konsumpcji piw smakowych. 
Piwa tego rodzaju produkowane są jedynie w nieco zmodyfikowanej technologii właściwej dla piw klasycznych. W przypadku piwa produkowanego w technologii HGB (gęstych brzeczek) rozcieńczanie piwa bazowego zwykle przebiega dwuetapowo. W pierwszej kolejności gęste piwo rozcieńczane jest najpierw substancjami smakowymi i aromatyzującymi, a dopiero potem rozcieńczane jest wodą, aż do osiągnięcia pożądanej zawartości alkoholu. 
Piwo smakowe, podobnie jak mieszaniny piwa i napoju bezalkoholowego, mają podwyższoną zawartość ekstraktu. Ekstrakt tych wyrobów ma dwie składowe – ekstrakt rzeczywisty pochodzący z brzeczki podstawowej (nieodfermentowana jego część) i ekstrakt pochodzący z dodanych po fermentacji substancji słodzących. W przypadku obliczania stopnia Plato takiego piwa należy uwzględniać wyłącznie ekstrakt rzeczywisty (tj. ekstrakt pochodzący z brzeczki).